# Die Pulvermühle
Die Pulvermühle ist ein Roman von Gertrud Fussenegger (1912–2009). Der Roman wurde 1968 als Kriminalroman veröffentlicht.
Der Name des Romans bezieht sich auf den Tagungsort, das Gasthaus Pulvermühle in der Fränkischen Schweiz, an dem 1967 die Gruppe 47 ihr 31. Jahrestreffen abhielt. Auch Gertrud Fussenegger war dabei anwesend.

## Aufbau
In der Rahmenerzählung einer am Nachkriegsschweigen gescheiterten Ehe wird in Rückblenden und Erinnerungen ein Kriminalfall aus den Kriegstagen enthüllt.
In die Erzählung sind einige assoziierte Themen eingewebt – das Glaubensthema, die Schuldfrage auch in Bezug auf die Kriegsgräuel und das Erinnern alter Mythen und Geschichten.

## Inhalt
Obwohl Julia und Jürgen Bojan beschlossen haben, sich scheiden zu lassen, begleitet Julia Jürgen auf seiner Fahrt nach Italien bis in ihr Heimatdorf, einem kleinen Flecken in Südtirol. Auf der vergeblichen Suche nach der Pulvermühle, einem Ort aus Julias Kindheit, verirren sie sich und erfahren, dass es diese längst nicht mehr gibt.
Als Jürgen am nächsten Tag schockierende Bruchstücke aus Julias Vergangenheit erfährt, macht er sich selbst auf die Suche nach der Wahrheit. Von Julias ehemaligem Lehrer und Schwager Hans Wagenseil erfährt er, dass Julias Halbschwester Hedwig, bei der Julia nach dem frühen Tod der Mutter lebte, in erster Ehe mit dem reichen, älteren Steinbruchbesitzer Seffo Lebandowsky verheiratet war. Schon damals hatte Hans Wagenseil eine Affäre mit Hedwig, er war auch der Vater von Hedwigs einzigem Kind, das Lebandowsky für sein eigenes hielt. Das ganze Dorf wusste Bescheid. Der ahnungslose Lebandowsky stellte den Lehrer, nachdem dieser seine Stelle verlor, als Buchhalter ein. Wagenseil wohnte in der alten Pulvermühle nah beim Steinbruch und freundete sich mit dem Steinbrucharbeiter Utan Dragenowitsch an.
Lebandowsky, ein schwieriger Mensch, der viel trinkt, erzählt Hans die Geschichte seines Lebens, zu dem auch sein Vorarbeiter Dragenowitsch gehört, den er aus dem Ersten Weltkrieg aus Bosnien als ergebenen und anspruchslosen Diener mitgebracht hatte. Dragenowitsch sieht im k. u. k.-Offizier Lebandowsky seinen Lebensretter, da angeblich Serben sein Heimatdorf abgebrannt und alle Einwohner erschossen hatten. Doch in Wahrheit war Lebandowsky mit seiner Truppe der Täter.
Nachdem Dragenowitsch von Hans die wahre Geschichte erfahren hat, hebt Utan im Keller der Pulvermühle schweigend eine Grube aus. Hans rät er zu einer Reise. So fährt Hans umgehend nach Innsbruck, hier geht Julia zur Schule, und beginnt mit der 17-Jährigen eine Affäre.
Als Hans nach Lajon zurückkehrt, ist Lebandowsky verschwunden, es wird keine Leiche gefunden. Hans führt zuerst die Firma weiter und heiratet schließlich auf Betreiben des Pfarrers Hedwig, ohne sie zu lieben.
Die Beziehung zwischen Hans und Dragenowitsch ist gestört, Schuld und Mitwisserschaft liegen zwischen beiden. Als Hans Utan bei der ersten Monatsauszahlung Geld zusteckt, versteht Dragenowitsch dies als Hans’ Versuch, sich freizukaufen. Ab diesem Zeitpunkt erpresst Dragenowitsch Hans.
Julia kommt nach Lajon zurück und beiden treffen sich regelmäßig heimlich in der Pulvermühle. Als Dragenowitsch, der Hedwig aus der Ferne zutiefst verehrt, die Affäre begreift, zeigt er sich selbst als Mörder von Lebandowsky an und bezeichnet Hans als Mittäter. Lebandowskys Leiche wird eingemauert in der Pulvermühle gefunden.
Hans wird zu 12 Jahre Gefängnis verurteilt, Dragenowitsch muss in ein Arbeitslager, in dem er später stirbt, Hedwig landet im Irrenhaus. Julia wird mit Hedwigs Sohn von den Kriegswirren nach Deutschland gespült. Auf der Flucht vor den Russen wird der Bub, von Soldaten mit dem deutschen Offizier Jürgen Bojan verwechselt, erschossen. Im Gegensatz zu Julia weiß Jürgen von dieser Verwechslung. So begegneten sich Julia und Jürgen, beide verheimlichen ihre Traumata voreinander und werden sich so nie richtig nah.
Durch die quälende, aber immer befreiendere Konfrontation mit der Vergangenheit finden die beiden zusammen.

## Ausgaben
- Die Pulvermühle: eine Kriminalgeschichte. Stuttgart, Deutsche Verlags-Anstalt 1968 (Erstausgabe)
- Die Pulvermühle: eine Kriminalgeschichte. München, dtv 2007. ISBN 978-3-423-13534-4 (Neuausgabe)[1]

Zudem sind auch verschiedene Buchklubausgaben erschienen.